# Vena jugularis anterior

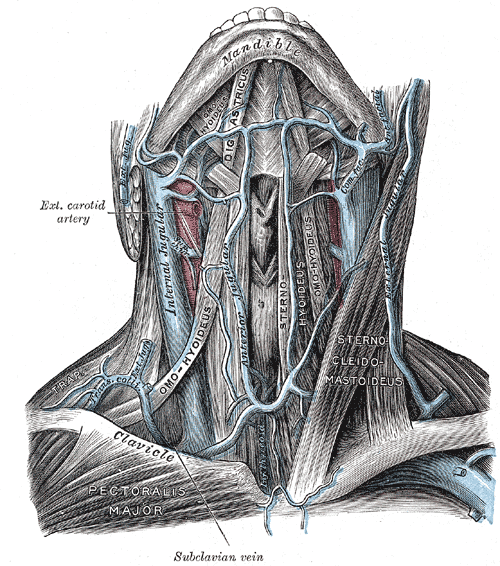
Die Venen des Halses, von vorne gesehen. Die Vena jugularis anterior ist hier auf Englisch mit „Anterior Jugular“ beschriftet

Die Vena jugularis anterior („vordere Drosselvene“) ist eine paarige, oberflächliche Vene des Halses.
Die Vene entspringt am Mundboden und verläuft in der Regel auf dem Musculus sternocleidomastoideus oder dem Musculus sternothyroideus. Meist sind die rechte und linke Vene im Spatium suprasternale über einen Venenbogen, den Arcus venosus jugularis miteinander verbunden. Die Mündung ist sehr variabel und erfolgt in die Vena jugularis externa, Vena jugularis interna, Vena subclavia oder direkt in den Venenwinkel.
Im Vergleich zu den anderen Drosselvenen des Halses (Vena jugularis interna/externa) ist die Vena jugularis anterior meist weit schwächer ausgebildet und in ihrem Verlauf variabler.